# Ulrika Sparre
Contessa Ulrika "Ulla" Lovisa Sparre (23 maggio 1711 – 14 dicembre 1768) è stata una nobildonna svedese.

## Biografia
Era la figlia del consigliere il conte Erik Sparre, e di sua moglie, Stina Lillie.
Sposò, il 27 agosto 1727, il conte Carl Gustaf Tessin. Accompagnò il marito nei suoi viaggi diplomatici a Vienna (1735-1736), Copenaghen e Parigi (1739-1741) e Berlino (1744). Venne descritta come un'artista di talento e creò preziosi contatti sociali durante i soggiorni diplomatici all'estero.
Nel 1730, la coppia prese parte agli spettacoli teatrali amatoriali di Stoccolma, dove svolsero un ruolo importante nella creazione della fondazione del primo teatro nazionale di lingua svedese a Bollhuset (1737).

## Dama d'onore
Ulla era una confidente di Luisa Ulrica di Prussia, e quando divenne regina nel 1751, fu nominata sua dama di compagnia. Alla caduta e la revoca del suo sposo nel 1754, si dimise e la coppia si ritirò a Åkerö.
La corrispondenza tra Ulla e Luisa Ulrica è conservata presso il Riksarkivet, e le lettere al marito e alla famiglia sono conservati negli archivi del Castello di Ericsberg e al Castello di Börstorp.